# Tratado de Viena (1731)

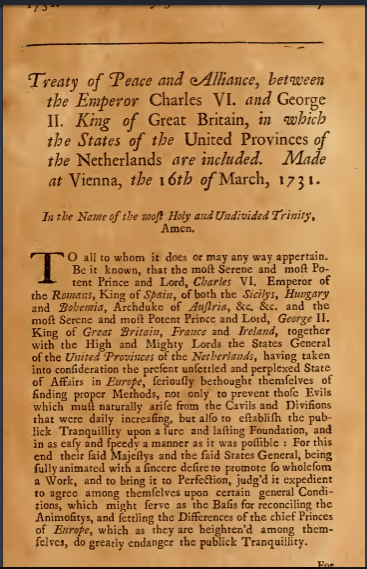

O Tratado de Viena (1731), também chamado de segundo Tratado de Viena, para diferenciá-lo do Tratado de Viena (1725), foi um tratado assinado pela Áustria, Holanda, Grã-Bretanha e Espanha no qual a Áustria reconheceu as propostas do Tratado de Sevilha (1729) e os direitos do infante Carlos (futuro Carlos III da Espanha) sobre o Ducado de Parma e Placência na Itália, aprovando assim a entrada neles de seis mil soldados espanhóis.